# 太平車站 (日本)

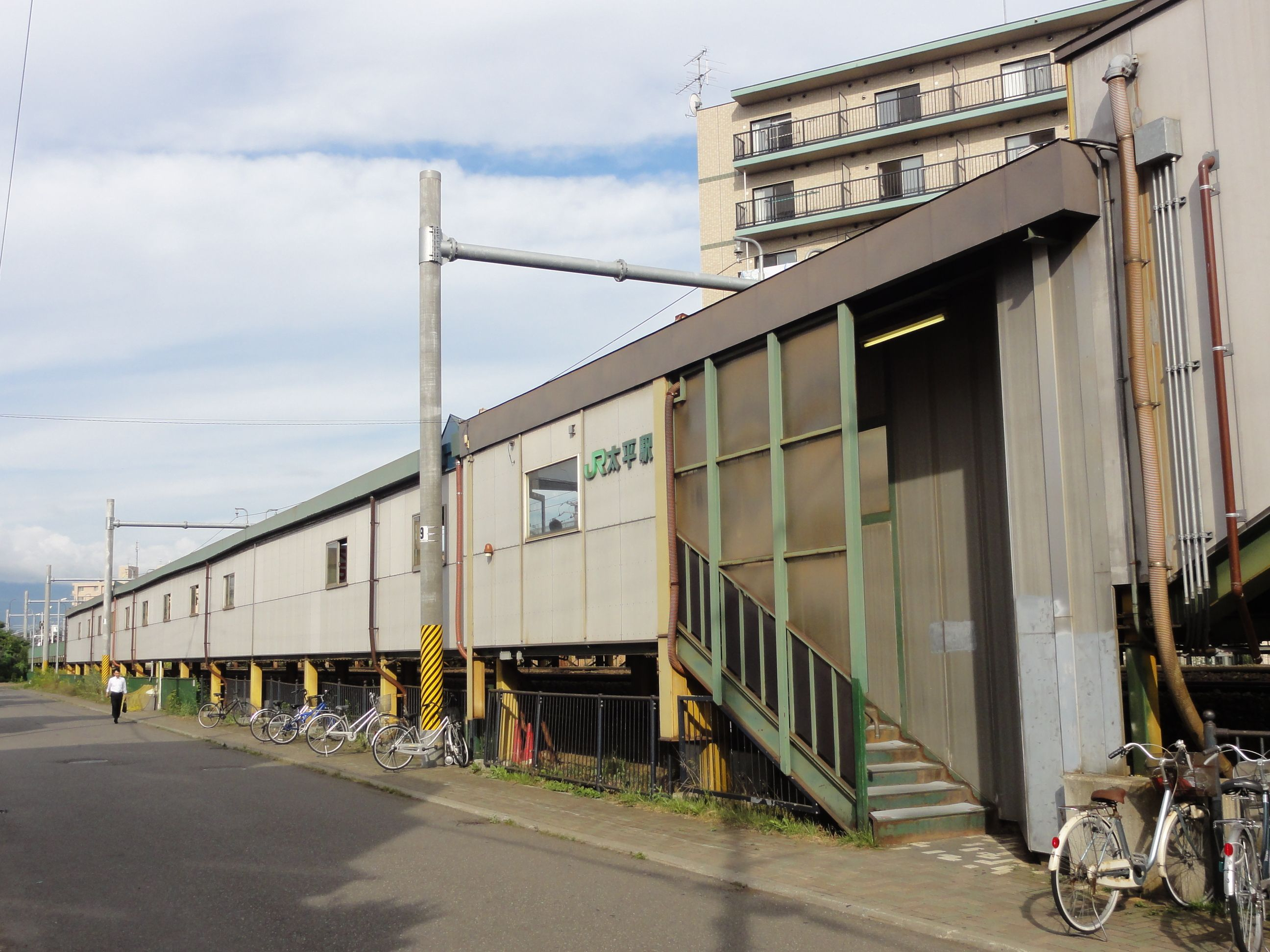
南面入口（2011年8月）

太平站（日语：／ Taihei eki */?）是位於北海道札幌市北區太平2條5丁目，隸屬於北海道旅客鐵道（JR北海道）札沼線（學園都市線）的鐵路車站。車站編號為G06。電報略號為。
札沼線（學園都市線）桑園車站至鄰近的新琴似車站為高架路段，而本車站至新十津川車站為地面路段。

## 歷史
- 1986年（昭和61年）11月1日 - 日本國有鐵道（國鐵）札沼線太平臨時乘降場開始營運，處理旅客服務[1][2]。當初為單線並於其北側設置月台。
- 1987年（昭和62年）4月1日 - 由於國鐵分割民營化，車站由JR北海道管理。同時升格為太平站。
- 1991年（平成3年）3月16日 - 札沼線的暱稱設定為「學園都市線」[1][2]。
- 1995年（平成7年）3月16日 - 札沼線（學園都市線）本車站至篠路車站路段複線化。同時本車站設置新的上行線及1號月台。
- 1999年（平成11年）8月22日 - 札沼線（學園都市線）新琴似車站至本車站部份高架化（現時的上行線）。
- 2000年（平成12年）
  - 3月11日 - 札沼線（學園都市線）八軒車站至本車站增設下行線，變成複線鐵路[1][2]。
  - 日期不詳 - 札沼線（學園都市線）桑園車站至石狩月形車站路段引入自動進路制御裝置（PRC）。
- 2007年（平成19年）10月1日 - 設定車站編號（G06）[3]。
- 2008年（平成20年）10月25日 - 開始使用智能車票「Kitaca」[4]。
- 2012年（平成24年）6月1日 - 札沼線（學園都市線）桑園站至北海道醫療大學車站路段正式電氣化（交流電20,000V、50Hz）[5]。

## 車站構造
現時為側式月台2面2線（月台長度：135米）的地面車站。
無人車站。設有簡易自動售票機及車票用簡易自動閘機及簡易Kitaca自動閘機。因此能夠使用Kitaca但無法購買。

### 月台設置

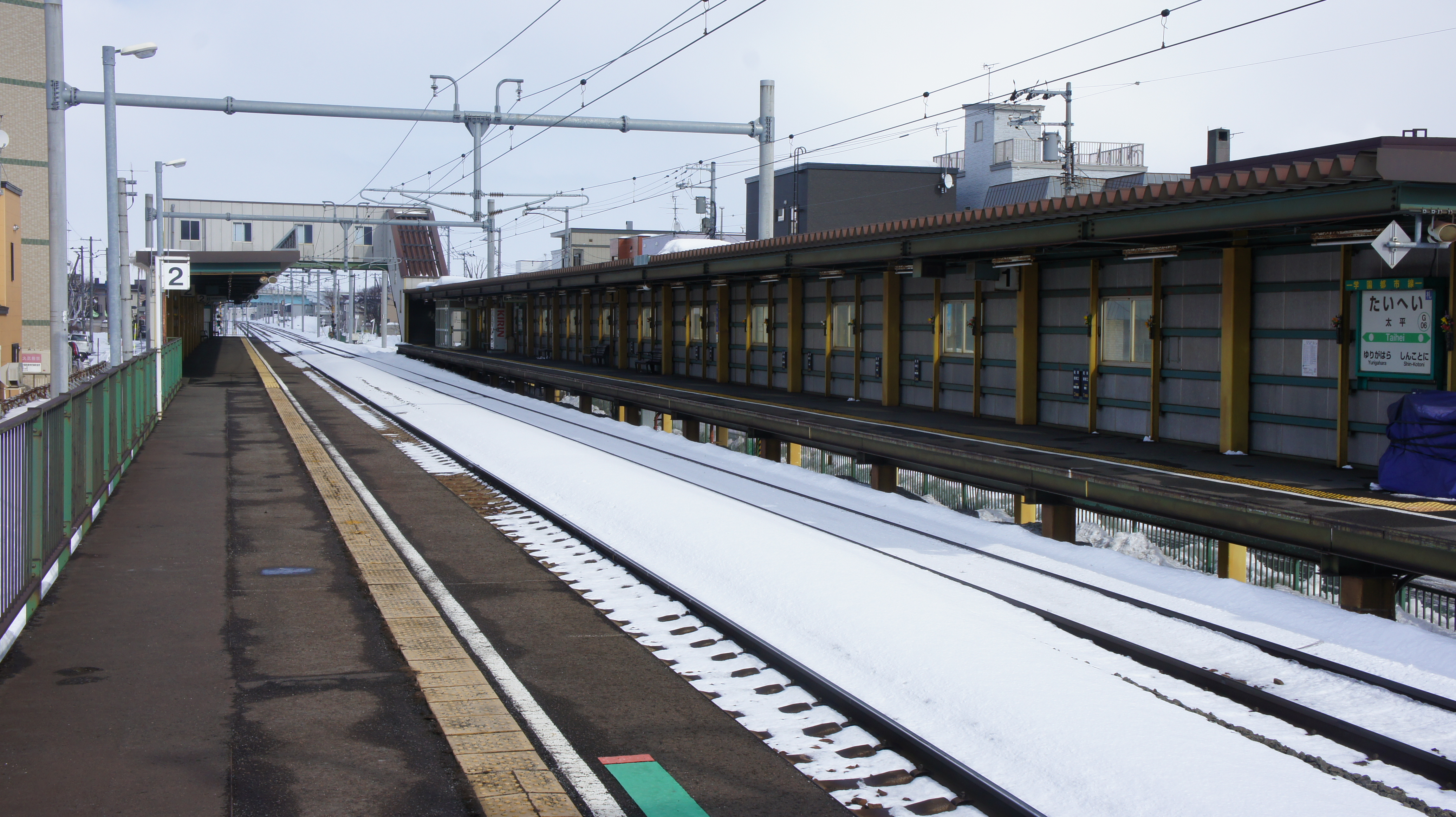
月台（2017年3月）
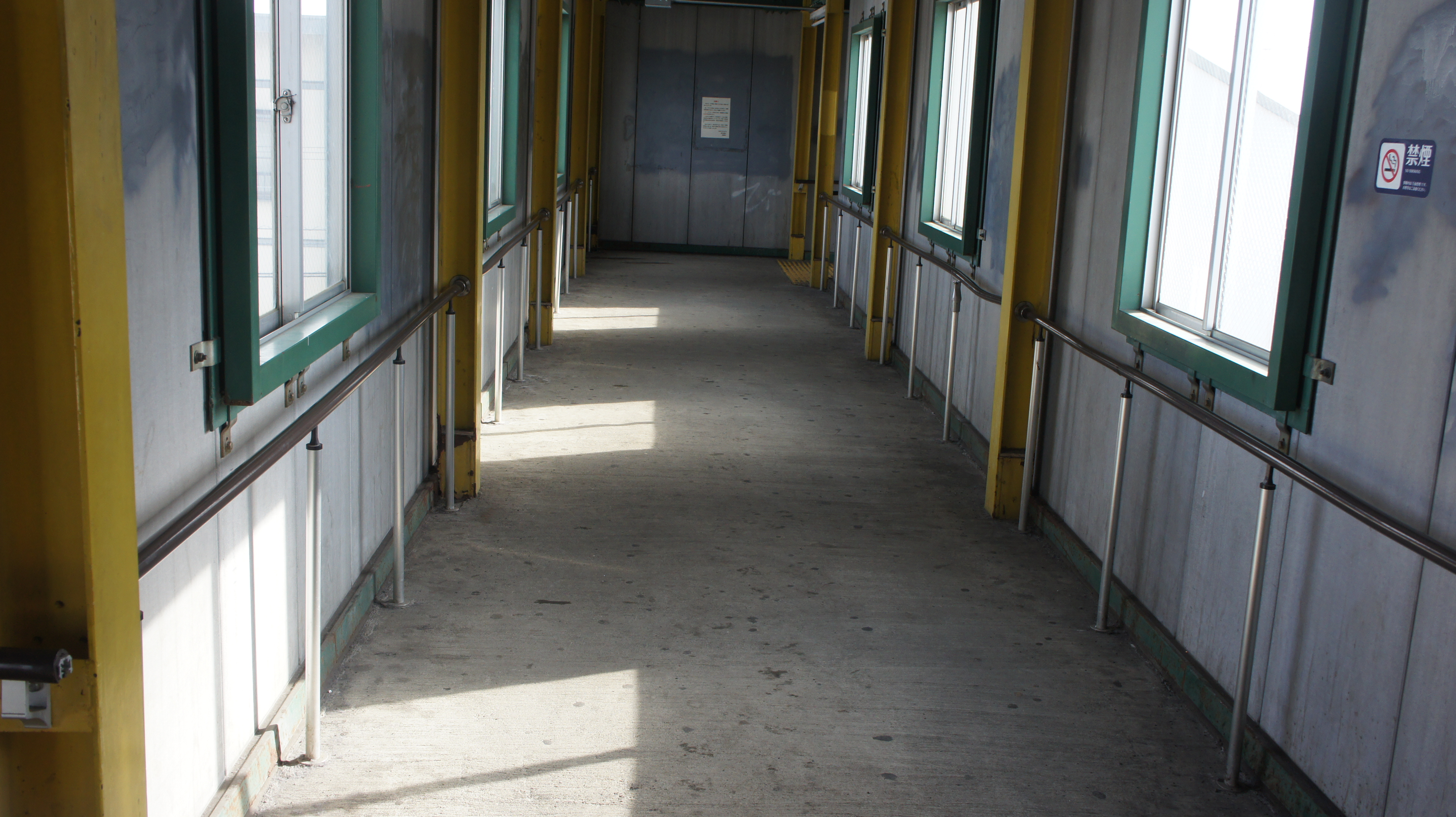
跨線橋（2017年3月）
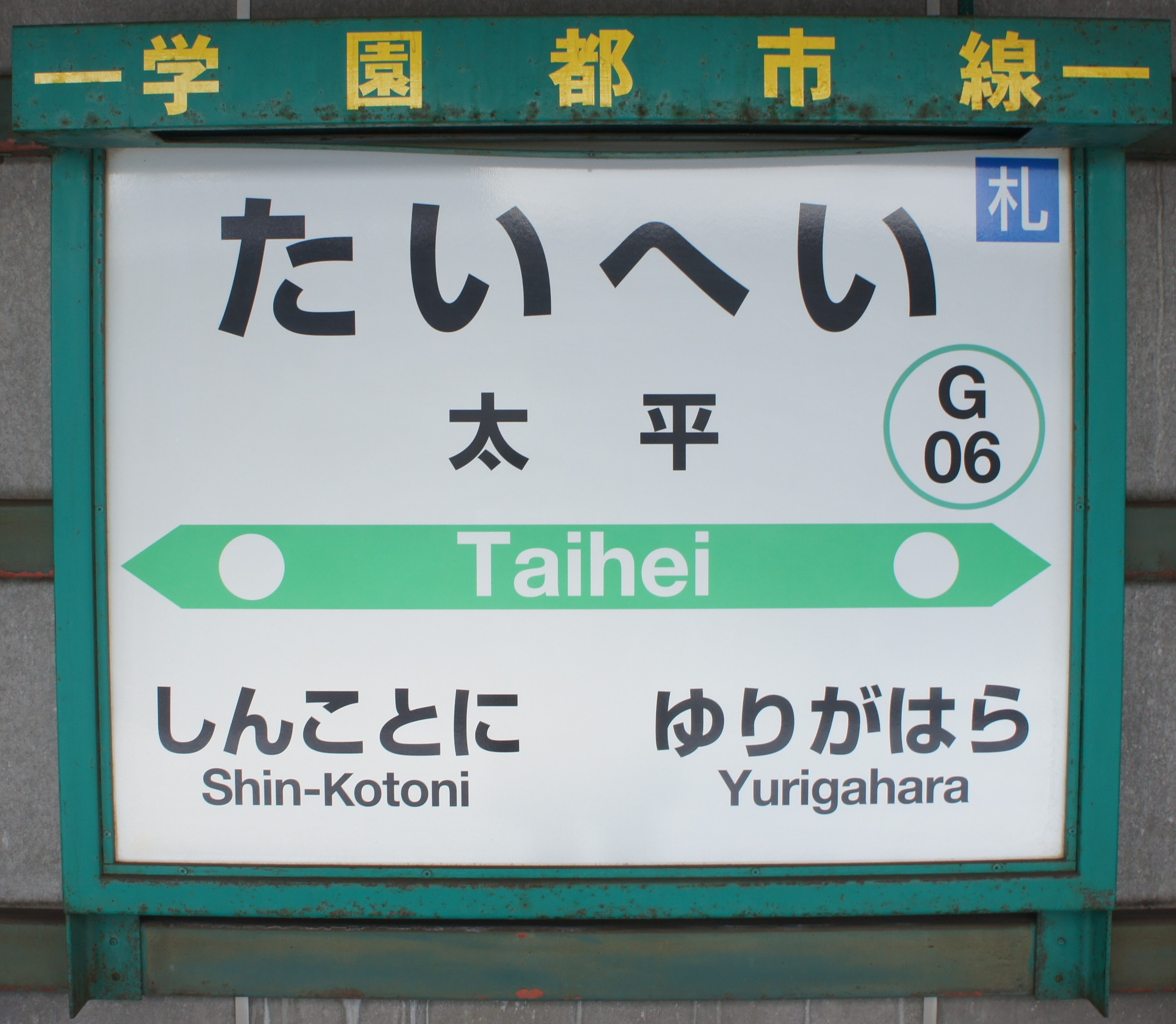
站名牌（2017年3月）

| 月台 | 路線                  | 方向 | 目的地                               |
| ---- | --------------------- | ---- | ------------------------------------ |
| 1    | ■札沼線（學園都市線） | 上行 | 桑園、札幌方向                       |
| 2    | ■札沼線（學園都市線） | 下行 | 愛之里公園、當別、北海道醫療大學方向 |

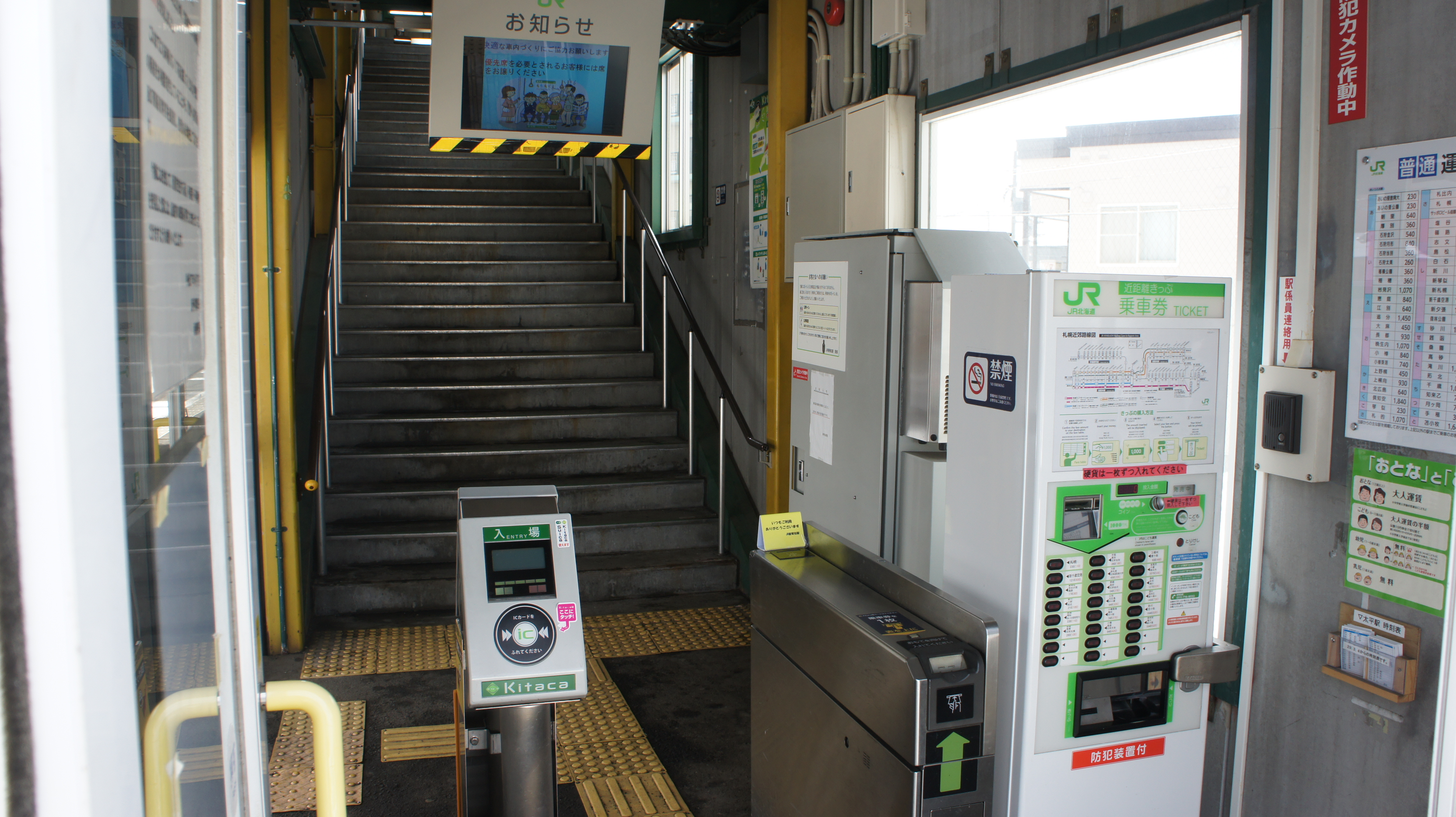
簡易閘機（北面入口） （2017年3月）
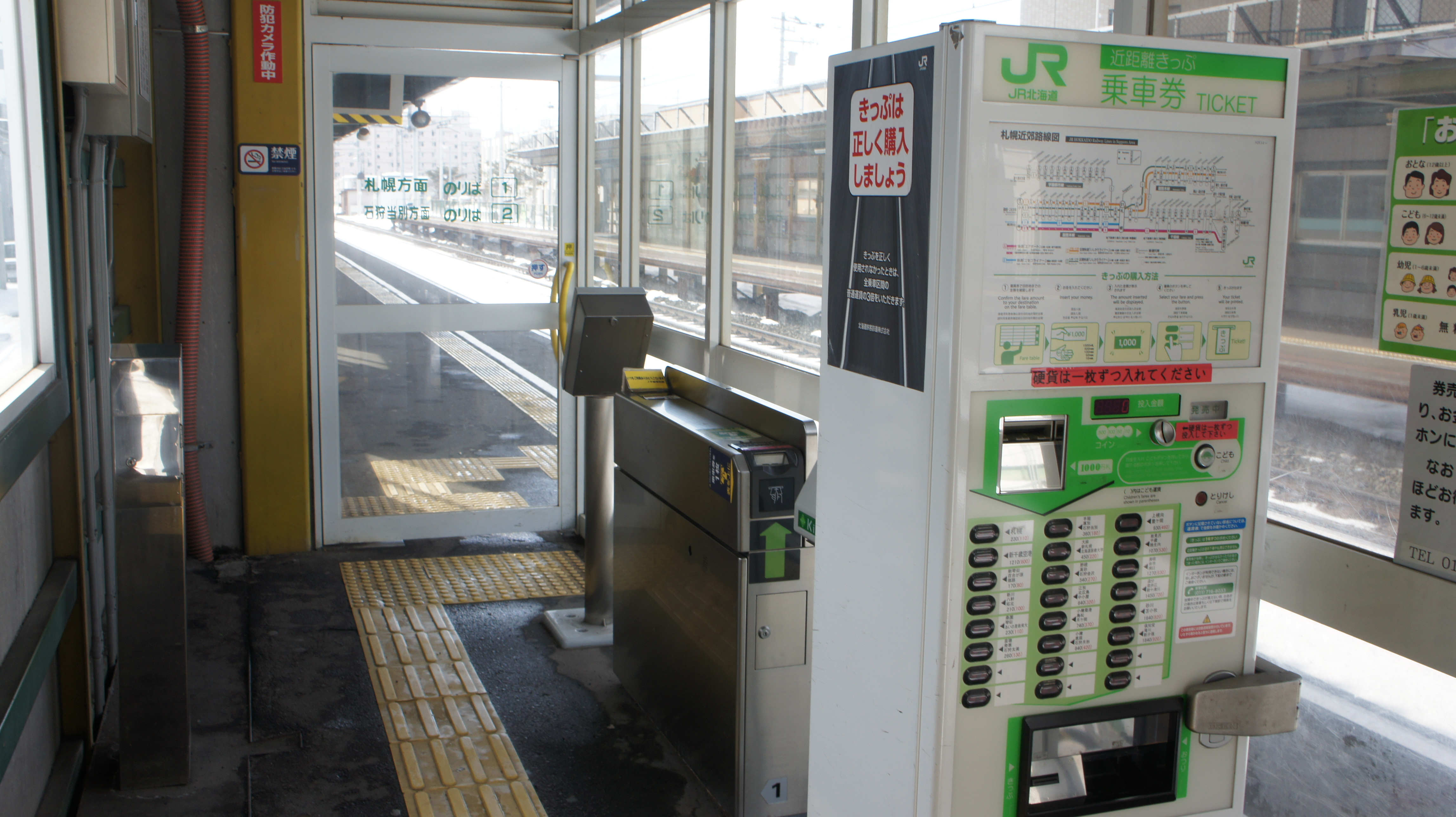
簡易閘機（南面入口） （2017年3月）

- 月台（2017年3月）
- 跨線橋（2017年3月）
- 站名牌（2017年3月）

## 載客量
| 載客量 | 載客量       |
| 年份   | 每天平均人次 |
| ------ | ------------ |
| 1990年 | 928          |
| 1995年 | 1,482        |
| 2000年 | 1,254        |
| 2001年 | 1,226        |
| 2002年 | 1,190        |
| 2003年 | 1,216        |
| 2004年 | 1,262        |
| 2005年 | 1,254        |
| 2006年 | 1,280        |
| 2007年 | 1,334        |
| 2008年 | 1,428        |
| 2009年 | 1,440        |
| 2010年 | 1,448        |
| 2011年 | 1,388        |
| 2012年 | 1,432        |
| 2013年 | 1,552        |
| 2014年 | 1,588        |
| 2015年 | 1,630        |

## 車站周邊
主要是比較古老的住宅區。
- 国道231号（日语：國道231號）
- 札幌市立太平南小學
- 札幌北五十條郵局
- 札幌信用金庫榮町分店
- 北海道中央巴士「屯田團地橋」站牌（沿國道231號）
- 北海道中央巴士「北49條東4丁目」、「北49條東8丁目」站牌
- 北雄LUCKY北49條店
- DCM Homac北榮店

## 相鄰車站
北海道旅客鐵道（JR北海道）
■札沼線（學園都市線）
新琴似（G05）－太平（G06）－百合原（G07）